# Surf aux Jeux olympiques d'été de 2020
Navigation
Paris 2024
Les épreuves de surf lors des Jeux olympiques d'été de 2020 se tiennent à Tokyo, au Japon. Initialement prévu du 26 au 29 juillet 2020, les épreuves subissent le report des Jeux en 2021 en raison de la pandémie de Covid-19 et sont reprogrammées du 25 au 28 juillet 2021.
Le surf sera présent en tant que sport additionnel, à la suite d'une décision du Comité international olympique prise lors de sa 129e session le 3 août 2016 à Rio de Janeiro.

## Qualifications
40 surfeurs seront qualifiés pour la compétition : 20 hommes et 20 femmes. Chaque comité national olympique a le droit à un maximum de deux hommes et deux femmes qualifiés.
Le pays organisateur, le Japon, avait d'office un qualifié par sexe. Cependant, à la suite de la qualification de Kanoa Igarashi via la World Surf League 2019, et de Shun Murakami et Shino Matsuda via les ISA World Surfing Games 2019, les deux places ont été réattribuées aux ISA World Surfing Games 2020.
Sous la réserve donc de deux athlètes maximum par comité national olympique, sont qualifiés par ordre de priorité (en cas de qualification multiple par pays) :
- Les 10 premiers et 8 premières de la World Surf League 2019.
- Les 5 premiers et 7 premières des ISA World Surfing Games 2020.
- Le meilleur surfeur et la meilleure surfeuse par continent des ISA World Surfing Games 2019 (excepté l'Amérique).
- Le premier et la première des Jeux panaméricains de 2019.

| Moyen de qualification                                                     | Date                                                                       | Lieu                                                                       | Qualifiés | Qualifiés | Qualifiés |
| Moyen de qualification                                                     | Date                                                                       | Lieu                                                                       | Qualifiés | Hommes | Femmes |
| -------------------------------------------------------------------------- | -------------------------------------------------------------------------- | -------------------------------------------------------------------------- | --------- | --- | --- |
| Jeux panaméricains de 2019                                                 | 26 juillet au 11 août 2019                                                 | Lima                                                                       | 1+1       | Leandro Usuna (2e) | Dominic Barona (2e) |
| World Surf League 2019                                                     | mars 2019 - 20 décembre 2019                                               | Multiple                                                                   | 10+8      | Ítalo Ferreira (1er) Gabriel Medina (2e) Jordy Smith (3e) Kolohe Andino (5e) Kanoa Igarashi (6e) John John Florence (7e) Owen Wright (9e) Jérémy Florès (10e) Julian Wilson (11e) Michel Bourez (13e) | Carissa Moore (1re) Caroline Marks (2e) Stephanie Gilmore (4e) Sally Fitzgibbons (5e) Tatiana Weston-Webb (6e) Johanne Defay (8e) Brisa Hennessy (11e) Silvana Lima (12e) |
| Championnat du monde de surf de 2019 - Afrique                             | 7 au 15 septembre 2019                                                     | Miyazaki                                                                   | 1+1       | Ramzi Boukhiam | Bianca Buitendag |
| Championnat du monde de surf de 2019 - Asie                                | 7 au 15 septembre 2019                                                     | Miyazaki                                                                   | 1+1       | Rio Waida | Sofía Mulánovich (réallocation) |
| Championnat du monde de surf de 2019 - Europe                              | 7 au 15 septembre 2019                                                     | Miyazaki                                                                   | 1+1       | Frederico Morais | Anat Lelior |
| Championnat du monde de surf de 2019 - Océanie                             | 7 au 15 septembre 2019                                                     | Miyazaki                                                                   | 1+1       | Billy Stairmand | Ella Williams |
| Championnat du monde de surf de 2020                                       |                                                                            |                                                                            | 5+7       | Hiroto Ohhara (4e) Leon Glatzer (5e) Lucca Mesinas (7e) Miguel Tudela (8e) Manuel Selman (9e) | Yolanda Sequeira (2e) Teresa Bonvalot (3e) Daniella Rosas (4e) Leilani McGonagle (5e) Pauline Ado (6e) Mahina Maeda (8e) Amuro Tsuzuki (9e)                               |
| Pays hôte (si aucun athlète japonais ne s'était pas qualifié précédemment) | Pays hôte (si aucun athlète japonais ne s'était pas qualifié précédemment) | Pays hôte (si aucun athlète japonais ne s'était pas qualifié précédemment) | (1)+(1)   | NC | NC |
| Total                                                                      | Total                                                                      | Total                                                                      | 40        | 20 | 20 |

Le 23 juillet 2021 (soit moins de 48 heures avant le début des épreuves), le Portugais Frederico Morais est contrôlé positif au Covid-19 et contraint de déclarer forfait. L'Italien Angelo Bonomelli est son remplaçant d'après le classement ISA, mais sa participation est refusée par le comité olympique national italien car incapable de fournir les documents administratifs (dont un test négatif au Covid-19) à temps. Morais donc est finalement remplacé par le Costaricien Carlos Muñoz, mais en raison du trop court délai ce dernier ne peut se mobiliser à temps pour le début des épreuves et ne participe pas à sa série.

## Programme
Le typhon Nepartak arrive sur la côte le mardi 27 juillet ce qui incite l'organisateur à regrouper les finales de surf le 27 pour profiter des vagues.
| Q | Qualification | ¼ | Quart de finale | ½ | Demi-finale | B | 3e place | F | Finale |

| Épreuve↓/Date →   | Dim. 25 | Dim. 25 | Dim. 25 | Dim. 25 | Lun. 26 | Lun. 26 | Lun. 26 | Lun. 26 | Mar. 27 | Mar. 27 | Mar. 27 | Mar. 27 | Mer. 28 | Jeu. 29 | Ven. 30 | Sam. 31 | Dim. 1 |
| ----------------- | ------- | ------- | ------- | ------- | ------- | ------- | ------- | ------- | ------- | ------- | ------- | ------- | ------- | ------- | ------- | ------- | ------ |
| Shortboard Hommes | R1      | R1      | R2      | R2      | R3      | R3      | R3      | R3      | ¼       | ½       | B       | F       |         |         |         |         |        |
| Shortboard Femmes | R1      | R1      | R2      | R2      | R3      | R3      | R3      | R3      | ¼       | ½       | B       | F       |         |         |         |         |        |

La compétition se compose de six tours :[4][5]
- Round 1 : 5 manches de 4 surfeurs chacune ; les 2 premiers de chaque manche (10 au total) passent au round 3 tandis que les 2 autres de chaque manche (10 au total) passent au Round 2 (essentiellement un repêchage)
- Round 2 : 2 manches de 5 surfeurs chacune ; les 3 premiers de chaque manche (6 au total) passent au round 3 tandis que les 2 autres de chaque manche (4 au total) sont éliminés
- Round 3 : La compétition en tête-à-tête commence avec ce huitième de finale (8 manches de 2 surfeurs chacune ; le vainqueur avance, le perdant éliminé)
- Quarts de finale
- Demi finales
- Finale et match pour la médaille de bronze

La durée de chaque manche (20 à 35 minutes) et le nombre maximum de vagues que chaque surfeur peut surfer sont déterminés par le directeur technique avant le jour de la compétition. Le score pour chaque vague est de 0 à 10 et seules les deux meilleures vagues pour chaque surfeur comptent.
Les scores sont basés sur la difficulté des manœuvres exécutées, l'innovation et la progression, la variété, la combinaison, la vitesse, la puissance et le débit de chaque manœuvre.

## Podiums
| Épreuves          | Or                   | Argent                 | Bronze              |
| ----------------- | -------------------- | ---------------------- | ------------------- |
| Shortboard Hommes | Ítalo Ferreira (BRA) | Kanoa Igarashi (JPN)   | Owen Wright (AUS)   |
| Shortboard Femmes | Carissa Moore (USA)  | Bianca Buitendag (RSA) | Amuro Tsuzuki (JPN) |

## Compétition masculine

### Round 1
| Rank | Surfer                    | Nation | Total score | Notes |
| ---- | ------------------------- | ------ | ----------- | ----- |
| 1    | Ítalo Ferreira (BRA)      | 13.67  | R3          |       |
| 2    | Hiroto Ohhara (JPN)       | 11.40  | R3          |       |
| 3    | Leonardo Fioravanti (ITA) | 9.43   | R2          |       |
| 4    | Leandro Usuna (ARG)       | 8.27   | R2          |       |

| Rank | Surfer                | Nation | Total score | Notes |
| ---- | --------------------- | ------ | ----------- | ----- |
| 1    | Kanoa Igarashi (JPN)  | 12.77  | R3          |       |
| 2    | Miguel Tudela (PER)   | 10.67  | R3          |       |
| 3    | Billy Stairmand (NZL) | 9.97   | R2          |       |
| 4    | Jérémy Florès (FRA)   | 7.63   | R2          |       |

| Rank | Surfer              | Nation | Total score | Notes |
| ---- | ------------------- | ------ | ----------- | ----- |
| 1    | Lucca Mesinas (PER) | 11.40  | R3          |       |
| 2    | Kolohe Andino (USA) | 10.27  | R3          |       |
| 3    | Rio Waida (INA)     | 9.96   | R2          |       |
| 4    | Julian Wilson (AUS) | 8.77   | R2          |       |

| Rank | Surfer                   | Nation | Total score | Notes |
| ---- | ------------------------ | ------ | ----------- | ----- |
| 1    | Owen Wright (AUS)        | 10.40  | R3          |       |
| 2    | Ramzi Boukhiam (MAR)     | 10.23  | R3          |       |
| 3    | John John Florence (USA) | 8.37   | R2          |       |
| 4    | Manuel Selman (CHI)      | 6.20   | R2          |       |

| Rank | Surfer               | Nation | Total score | Notes |
| ---- | -------------------- | ------ | ----------- | ----- |
| 1    | Gabriel Medina (BRA) | 12.23  | R3          |       |
| 2    | Michel Bourez (FRA)  | 10.10  | R3          |       |
| 3    | Leon Glatzer (GER)   | 10.00  | R2          |       |
| 4    | Carlos Muñoz (CRC)   | DNS    | R2          | ,     |

### Round 2
| Rank | Surfer                   | Nation | Total score | Notes |
| ---- | ------------------------ | ------ | ----------- | ----- |
| 1    | John John Florence (USA) | 12.77  | R3          |       |
| 2    | Rio Waida (INA)          | 11.53  | R3          |       |
| 3    | Billy Stairmand (NZL)    | 11.34  | R3          |       |
| 4    | Manuel Selman (CHI)      | 9.74   | E           |       |
| 5    | Carlos Muñoz (CRC)       | DNS    | E           |       |

| Rank | Surfeur                   | Nation | Total score | Notes |
| ---- | ------------------------- | ------ | ----------- | ----- |
| 1    | Leonardo Fioravanti (ITA) | 12.53  | R3          |       |
| 2    | Jérémy Florès (FRA)       | 11.37  | R3          |       |
| 3    | Julian Wilson (AUS)       | 11.27  | R3          |       |
| 4    | Leon Glatzer (GER)        | 10.43  | E           |       |
| 5    | Leandro Usuna (ARG)       | 9.67   | E           |       |

### Phase finale
|  | Huitièmes de finale       | Huitièmes de finale       | Huitièmes de finale  | Huitièmes de finale  |                      |                      | Quarts de finale | Quarts de finale | Quarts de finale | Quarts de finale |                      |                      | Demi-finales | Demi-finales | Demi-finales | Demi-finales |  |  | Finale | Finale | Finale | Finale |
|  |                           |                           |                      |                      |                      |                      |                  |                  |                  |                  |                      |                      |              |              |              |              |  |  |        |        |        |        |
|  |                           |                           |                      |                      |                      |                      |                  |                  |                  |                  |                      |                      |              |              |              |              |  |  |        |        |        |        |
|  | Kanoa Igarashi (JPN)      | Kanoa Igarashi (JPN)      | 14.00                | 14.00                |                      |                      |                  |                  |                  |                  |                      |                      |              |              |              |              |  |  |        |        |        |        |
|  | Kanoa Igarashi (JPN)      | Kanoa Igarashi (JPN)      | 14.00                | 14.00                |                      |                      |                  |                  |                  |                  |                      |                      |              |              |              |              |  |  |        |        |        |        |
|  | Rio Waida (INA)           | Rio Waida (INA)           | 12.00                | 12.00                |                      |                      |                  |                  |                  |                  |                      |                      |              |              |              |              |  |  |        |        |        |        |
|  | Rio Waida (INA)           | Rio Waida (INA)           | 12.00                | 12.00                | Kanoa Igarashi (JPN) | Kanoa Igarashi (JPN) | 12.60            | 12.60            |                  |                  |                      |                      |              |              |              |              |  |  |        |        |        |        |
|  |                           |                           |                      |                      | Kanoa Igarashi (JPN) | Kanoa Igarashi (JPN) | 12.60            | 12.60            |                  |                  |                      |                      |              |              |              |              |  |  |        |        |        |        |
|  |                           |                           | Kolohe Andino (USA)  | Kolohe Andino (USA)  | 11.00                | 11.00                |                  |                  |                  |                  |                      |                      |              |              |              |              |  |  |        |        |        |        |
|  | Kolohe Andino (USA)       | Kolohe Andino (USA)       | Kolohe Andino (USA)  | Kolohe Andino (USA)  | 11.00                | 11.00                | 14.83            | 14.83            |                  |                  |                      |                      |              |              |              |              |  |  |        |        |        |        |
|  | Kolohe Andino (USA)       | Kolohe Andino (USA)       |                      |                      |                      |                      |                  | 14.83            |                  |                  |                      |                      |              |              |              |              |  |  |        |        |        |        |
|  | John John Florence (USA)  | John John Florence (USA)  | 11.60                | 11.60                |                      |                      |                  |                  |                  |                  |                      |                      |              |              |              |              |  |  |        |        |        |        |
|  | John John Florence (USA)  | John John Florence (USA)  | 11.60                | 11.60                | Kanoa Igarashi (JPN) | Kanoa Igarashi (JPN) | 17.00            | 17.00            |                  |                  |                      |                      |              |              |              |              |  |  |        |        |        |        |
|  |                           |                           |                      |                      | Kanoa Igarashi (JPN) | Kanoa Igarashi (JPN) | 17.00            | 17.00            |                  |                  |                      |                      |              |              |              |              |  |  |        |        |        |        |
|  |                           |                           | Gabriel Medina (BRA) | Gabriel Medina (BRA) | 16.76                | 16.76                |                  |                  |                  |                  |                      |                      |              |              |              |              |  |  |        |        |        |        |
|  | Michel Bourez (FRA)       | Michel Bourez (FRA)       | Gabriel Medina (BRA) | Gabriel Medina (BRA) | 16.76                | 16.76                | 12.43            | 12.43            |                  |                  |                      |                      |              |              |              |              |  |  |        |        |        |        |
|  | Michel Bourez (FRA)       | Michel Bourez (FRA)       |                      |                      |                      |                      |                  | 12.43            |                  |                  |                      |                      |              |              |              |              |  |  |        |        |        |        |
|  | Ramzi Boukhiam (MAR)      | Ramzi Boukhiam (MAR)      | 9.40                 | 9.40                 |                      |                      |                  |                  |                  |                  |                      |                      |              |              |              |              |  |  |        |        |        |        |
|  | Ramzi Boukhiam (MAR)      | Ramzi Boukhiam (MAR)      | 9.40                 | 9.40                 | Michel Bourez (FRA)  | Michel Bourez (FRA)  | 13.66            | 13.66            |                  |                  |                      |                      |              |              |              |              |  |  |        |        |        |        |
|  |                           |                           |                      |                      | Michel Bourez (FRA)  | Michel Bourez (FRA)  | 13.66            | 13.66            |                  |                  |                      |                      |              |              |              |              |  |  |        |        |        |        |
|  |                           |                           | Gabriel Medina (BRA) | Gabriel Medina (BRA) | 15.33                | 15.33                |                  |                  |                  |                  |                      |                      |              |              |              |              |  |  |        |        |        |        |
|  | Gabriel Medina (BRA)      | Gabriel Medina (BRA)      | Gabriel Medina (BRA) | Gabriel Medina (BRA) | 15.33                | 15.33                | 14.33            | 14.33            |                  |                  |                      |                      |              |              |              |              |  |  |        |        |        |        |
|  | Gabriel Medina (BRA)      | Gabriel Medina (BRA)      |                      |                      |                      |                      |                  | 14.33            |                  |                  |                      |                      |              |              |              |              |  |  |        |        |        |        |
|  | Julian Wilson (AUS)       | Julian Wilson (AUS)       | 13.00                | 13.00                |                      |                      |                  |                  |                  |                  |                      |                      |              |              |              |              |  |  |        |        |        |        |
|  | Julian Wilson (AUS)       | Julian Wilson (AUS)       | 13.00                | 13.00                | Kanoa Igarashi (JPN) | Kanoa Igarashi (JPN) | 6.60             | 6.60             |                  |                  |                      |                      |              |              |              |              |  |  |        |        |        |        |
|  |                           |                           |                      |                      | Kanoa Igarashi (JPN) | Kanoa Igarashi (JPN) | 6.60             | 6.60             |                  |                  |                      |                      |              |              |              |              |  |  |        |        |        |        |
|  |                           |                           | Ítalo Ferreira (BRA) | Ítalo Ferreira (BRA) | 15.14                | 15.14                |                  |                  |                  |                  |                      |                      |              |              |              |              |  |  |        |        |        |        |
|  | Ítalo Ferreira (BRA)      | Ítalo Ferreira (BRA)      | Ítalo Ferreira (BRA) | Ítalo Ferreira (BRA) | 15.14                | 15.14                | 14.54            | 14.54            |                  |                  |                      |                      |              |              |              |              |  |  |        |        |        |        |
|  | Ítalo Ferreira (BRA)      | Ítalo Ferreira (BRA)      |                      |                      |                      |                      |                  | 14.54            |                  |                  |                      |                      |              |              |              |              |  |  |        |        |        |        |
|  | Billy Stairmand (NZL)     | Billy Stairmand (NZL)     | 9.67                 | 9.67                 |                      |                      |                  |                  |                  |                  |                      |                      |              |              |              |              |  |  |        |        |        |        |
|  | Billy Stairmand (NZL)     | Billy Stairmand (NZL)     | 9.67                 | 9.67                 | Ítalo Ferreira (BRA) | Ítalo Ferreira (BRA) | 16.30            | 16.30            |                  |                  |                      |                      |              |              |              |              |  |  |        |        |        |        |
|  |                           |                           |                      |                      | Ítalo Ferreira (BRA) | Ítalo Ferreira (BRA) | 16.30            | 16.30            |                  |                  |                      |                      |              |              |              |              |  |  |        |        |        |        |
|  |                           |                           | Hiroto Ohhara (JPN)  | Hiroto Ohhara (JPN)  | 11.90                | 11.90                |                  |                  |                  |                  |                      |                      |              |              |              |              |  |  |        |        |        |        |
|  | Hiroto Ohhara (JPN)       | Hiroto Ohhara (JPN)       | Hiroto Ohhara (JPN)  | Hiroto Ohhara (JPN)  | 11.90                | 11.90                | 10.00            | 10.00            |                  |                  |                      |                      |              |              |              |              |  |  |        |        |        |        |
|  | Hiroto Ohhara (JPN)       | Hiroto Ohhara (JPN)       |                      |                      |                      |                      |                  | 10.00            |                  |                  |                      |                      |              |              |              |              |  |  |        |        |        |        |
|  | Miguel Tudela (PER)       | Miguel Tudela (PER)       | 9.63                 | 9.63                 |                      |                      |                  |                  |                  |                  |                      |                      |              |              |              |              |  |  |        |        |        |        |
|  | Miguel Tudela (PER)       | Miguel Tudela (PER)       | 9.63                 | 9.63                 | Ítalo Ferreira (BRA) | Ítalo Ferreira (BRA) | 13.17            | 13.17            |                  |                  |                      |                      |              |              |              |              |  |  |        |        |        |        |
|  |                           |                           |                      |                      | Ítalo Ferreira (BRA) | Ítalo Ferreira (BRA) | 13.17            | 13.17            |                  |                  |                      |                      |              |              |              |              |  |  |        |        |        |        |
|  |                           |                           | Owen Wright (AUS)    | Owen Wright (AUS)    | 12.47                | 12.47                |                  |                  |                  |                  |                      |                      |              |              |              |              |  |  |        |        |        |        |
|  | Lucca Mesinas (PER)       | Lucca Mesinas (PER)       | Owen Wright (AUS)    | Owen Wright (AUS)    | 12.47                | 12.47                | 10.77            | 10.77            |                  |                  |                      |                      |              |              |              |              |  |  |        |        |        |        |
|  | Lucca Mesinas (PER)       | Lucca Mesinas (PER)       |                      |                      |                      |                      |                  | 10.77            |                  |                  |                      |                      |              |              |              |              |  |  |        |        |        |        |
|  | Leonardo Fioravanti (ITA) | Leonardo Fioravanti (ITA) | 8.86                 | 8.86                 |                      |                      |                  |                  |                  |                  |                      |                      |              |              |              |              |  |  |        |        |        |        |
|  | Leonardo Fioravanti (ITA) | Leonardo Fioravanti (ITA) | 8.86                 | 8.86                 | Lucca Mesinas (PER)  | Lucca Mesinas (PER)  | 7.83             | 7.83             | Troisième place  | Troisième place  | Troisième place      | Troisième place      |              |              |              |              |  |  |        |        |        |        |
|  |                           |                           |                      |                      | Lucca Mesinas (PER)  | Lucca Mesinas (PER)  | 7.83             | 7.83             | Troisième place  | Troisième place  | Troisième place      | Troisième place      |              |              |              |              |  |  |        |        |        |        |
|  |                           |                           | Owen Wright (AUS)    | Owen Wright (AUS)    | 12.74                | 12.74                |                  |                  |                  |                  |                      |                      |              |              |              |              |  |  |        |        |        |        |
|  | Owen Wright (AUS)         | Owen Wright (AUS)         | Owen Wright (AUS)    | Owen Wright (AUS)    | 12.74                | 12.74                | 15.00            | 15.00            |                  |                  |                      |                      |              |              |              |              |  |  |        |        |        |        |
|  | Owen Wright (AUS)         | Owen Wright (AUS)         |                      |                      |                      |                      |                  | 15.00            |                  |                  | Gabriel Medina (BRA) | Gabriel Medina (BRA) | 11.77        | 11.77        |              |              |  |  |        |        |        |        |
|  | Jérémy Florès (FRA)       | Jérémy Florès (FRA)       | 12.90                | 12.90                |                      |                      |                  |                  |                  |                  | Gabriel Medina (BRA) | Gabriel Medina (BRA) | 11.77        | 11.77        |              |              |  |  |        |        |        |        |
|  | Jérémy Florès (FRA)       | Jérémy Florès (FRA)       | 12.90                | 12.90                | Owen Wright (AUS)    | Owen Wright (AUS)    | 11.97            | 11.97            |                  |                  |                      |                      |              |              |              |              |  |  |        |        |        |        |
|  |                           |                           |                      |                      |                      |                      |                  |                  |                  |                  |                      |                      |              |              |              |              |  |  |        |        |        |        |

## Compétition féminine

### Round 1[8]
| Classement | Surfer                | Score total | Notes |
| ---------- | --------------------- | ----------- | ----- |
| 1          | Carissa Moore (USA)   | 11.74       | R3    |
| 2          | Teresa Bonvalot (POR) | 9.80        | R3    |
| 3          | Dominic Barona (ECU)  | 7.66        | R2    |
| 4          | Daniella Rosas (PER)  | 7.50        | R2    |

| Classement | Surfer                  | Score total | Notes |
| ---------- | ----------------------- | ----------- | ----- |
| 1          | Sally Fitzgibbons (AUS) | 12.50       | R3    |
| 2          | Brisa Hennessy (CRC)    | 12.20       | R3    |
| 3          | Bianca Buitendag (RSA)  | 11.44       | R2    |
| 4          | Mahina Maeda (JPN)      | 9.20        | R2    |

| Classement | Surfer                  | Score total | Notes |
| ---------- | ----------------------- | ----------- | ----- |
| 1          | Stephanie Gilmore (AUS) | 14.50       | R3    |
| 2          | Silvana Lima (BRA)      | 12.13       | R3    |
| 3          | Pauline Ado (FRA)       | 9.17        | R2    |
| 4          | Anat Lelior (ISR)       | 7.77        | R2    |

| Classement | Surfer                    | Score total | Notes |
| ---------- | ------------------------- | ----------- | ----- |
| 1          | Tatiana Weston-Webb (BRA) | 11.33       | R3    |
| 2          | Johanne Defay (FRA)       | 10.60       | R3    |
| 3          | Sofia Mulanovich (PER)    | 8.37        | R2    |
| 4          | Amuro Tsuzuki (JPN)       | 6.20        | R2    |

| Classement | Surfer                  | Score total | Notes |
| ---------- | ----------------------- | ----------- | ----- |
| 1          | Caroline Marks (USA)    | 13.40       | R3    |
| 2          | Ella Williams (NZL)     | 9.70        | R3    |
| 3          | Leliani McGonagle (CRC) | 9.64        | R2    |
| 4          | Yolanda Hopkins (POR)   | 9.24        | R2    |

### Round 2[9]
| Classement | Surfer                  | Score total | Notes |
| ---------- | ----------------------- | ----------- | ----- |
| 1          | Amuro Tsuzuki (JPN)     | 11.60       | R3    |
| 2          | Bianca Buitendag (RSA)  | 10.40       | R3    |
| 3          | Mahina Maeda (JPN)      | 9.63        | R3    |
| 4          | Leilani McGonagle (CHI) | 9.63        | E     |
| 5          | Dominic Barona (ECU)    | 8.87        | E     |

| Classement | Surfer                 | Score total | Notes |
| ---------- | ---------------------- | ----------- | ----- |
| 1          | Yolanda Hopkins (POR)  | 12.23       | R3    |
| 2          | Pauline Ado (FRA)      | 9.66        | R3    |
| 3          | Sofia Mulanovich (PER) | 9.36        | R3    |
| 4          | Anat Lelior (ISR)      | 8.93        | E     |
| 5          | Daniella Rosas (PER)   | 8.14        | E     |

### Phase finale
|  | Huitièmes de finale       | Huitièmes de finale       | Huitièmes de finale     | Huitièmes de finale     |                        |                        | Quarts de finale | Quarts de finale | Quarts de finale | Quarts de finale |                      |                      | Demi-finales | Demi-finales | Demi-finales | Demi-finales |  |  | Finale | Finale | Finale | Finale |
|  |                           |                           |                         |                         |                        |                        |                  |                  |                  |                  |                      |                      |              |              |              |              |  |  |        |        |        |        |
|  |                           |                           |                         |                         |                        |                        |                  |                  |                  |                  |                      |                      |              |              |              |              |  |  |        |        |        |        |
|  | Stephanie Gilmore (AUS)   | Stephanie Gilmore (AUS)   | 10.00                   | 10.00                   |                        |                        |                  |                  |                  |                  |                      |                      |              |              |              |              |  |  |        |        |        |        |
|  | Stephanie Gilmore (AUS)   | Stephanie Gilmore (AUS)   | 10.00                   | 10.00                   |                        |                        |                  |                  |                  |                  |                      |                      |              |              |              |              |  |  |        |        |        |        |
|  | Bianca Buitendag (RSA)    | Bianca Buitendag (RSA)    | 13.93                   | 13.93                   |                        |                        |                  |                  |                  |                  |                      |                      |              |              |              |              |  |  |        |        |        |        |
|  | Bianca Buitendag (RSA)    | Bianca Buitendag (RSA)    | 13.93                   | 13.93                   | Bianca Buitendag (RSA) | Bianca Buitendag (RSA) | 9.50             | 9.50             |                  |                  |                      |                      |              |              |              |              |  |  |        |        |        |        |
|  |                           |                           |                         |                         | Bianca Buitendag (RSA) | Bianca Buitendag (RSA) | 9.50             | 9.50             |                  |                  |                      |                      |              |              |              |              |  |  |        |        |        |        |
|  |                           |                           | Yolanda Hopkins (POR)   | Yolanda Hopkins (POR)   | 5.46                   | 5.46                   |                  |                  |                  |                  |                      |                      |              |              |              |              |  |  |        |        |        |        |
|  | Johanne Defay (FRA)       | Johanne Defay (FRA)       | Yolanda Hopkins (POR)   | Yolanda Hopkins (POR)   | 5.46                   | 5.46                   | 9.40             | 9.40             |                  |                  |                      |                      |              |              |              |              |  |  |        |        |        |        |
|  | Johanne Defay (FRA)       | Johanne Defay (FRA)       |                         |                         |                        |                        |                  | 9.40             |                  |                  |                      |                      |              |              |              |              |  |  |        |        |        |        |
|  | Yolanda Hopkins (POR)     | Yolanda Hopkins (POR)     | 10.84                   | 10.84                   |                        |                        |                  |                  |                  |                  |                      |                      |              |              |              |              |  |  |        |        |        |        |
|  | Yolanda Hopkins (POR)     | Yolanda Hopkins (POR)     | 10.84                   | 10.84                   | Bianca Buitendag (RSA) | Bianca Buitendag (RSA) | 11.00            | 11.00            |                  |                  |                      |                      |              |              |              |              |  |  |        |        |        |        |
|  |                           |                           |                         |                         | Bianca Buitendag (RSA) | Bianca Buitendag (RSA) | 11.00            | 11.00            |                  |                  |                      |                      |              |              |              |              |  |  |        |        |        |        |
|  |                           |                           | Caroline Marks (USA)    | Caroline Marks (USA)    | 3.67                   | 3.67                   |                  |                  |                  |                  |                      |                      |              |              |              |              |  |  |        |        |        |        |
|  | Brisa Hennessy (CRC)      | Brisa Hennessy (CRC)      | Caroline Marks (USA)    | Caroline Marks (USA)    | 3.67                   | 3.67                   | 12.00            | 12.00            |                  |                  |                      |                      |              |              |              |              |  |  |        |        |        |        |
|  | Brisa Hennessy (CRC)      | Brisa Hennessy (CRC)      |                         |                         |                        |                        |                  | 12.00            |                  |                  |                      |                      |              |              |              |              |  |  |        |        |        |        |
|  | Ella Williams (NZL)       | Ella Williams (NZL)       | 7.73                    | 7.73                    |                        |                        |                  |                  |                  |                  |                      |                      |              |              |              |              |  |  |        |        |        |        |
|  | Ella Williams (NZL)       | Ella Williams (NZL)       | 7.73                    | 7.73                    | Brisa Hennessy (CRC)   | Brisa Hennessy (CRC)   | 6.83             | 6.83             |                  |                  |                      |                      |              |              |              |              |  |  |        |        |        |        |
|  |                           |                           |                         |                         | Brisa Hennessy (CRC)   | Brisa Hennessy (CRC)   | 6.83             | 6.83             |                  |                  |                      |                      |              |              |              |              |  |  |        |        |        |        |
|  |                           |                           | Caroline Marks (USA)    | Caroline Marks (USA)    | 12.50                  | 12.50                  |                  |                  |                  |                  |                      |                      |              |              |              |              |  |  |        |        |        |        |
|  | Caroline Marks (USA)      | Caroline Marks (USA)      | Caroline Marks (USA)    | Caroline Marks (USA)    | 12.50                  | 12.50                  | 15.33            | 15.33            |                  |                  |                      |                      |              |              |              |              |  |  |        |        |        |        |
|  | Caroline Marks (USA)      | Caroline Marks (USA)      |                         |                         |                        |                        |                  | 15.33            |                  |                  |                      |                      |              |              |              |              |  |  |        |        |        |        |
|  | Mahina Maeda (JPN)        | Mahina Maeda (JPN)        | 7.74                    | 7.74                    |                        |                        |                  |                  |                  |                  |                      |                      |              |              |              |              |  |  |        |        |        |        |
|  | Mahina Maeda (JPN)        | Mahina Maeda (JPN)        | 7.74                    | 7.74                    | Bianca Buitendag (RSA) | Bianca Buitendag (RSA) | 8.46             | 8.46             |                  |                  |                      |                      |              |              |              |              |  |  |        |        |        |        |
|  |                           |                           |                         |                         | Bianca Buitendag (RSA) | Bianca Buitendag (RSA) | 8.46             | 8.46             |                  |                  |                      |                      |              |              |              |              |  |  |        |        |        |        |
|  |                           |                           | Carissa Moore (USA)     | Carissa Moore (USA)     | 14.93                  | 14.93                  |                  |                  |                  |                  |                      |                      |              |              |              |              |  |  |        |        |        |        |
|  | Carissa Moore (USA)       | Carissa Moore (USA)       | Carissa Moore (USA)     | Carissa Moore (USA)     | 14.93                  | 14.93                  | 10.34            | 10.34            |                  |                  |                      |                      |              |              |              |              |  |  |        |        |        |        |
|  | Carissa Moore (USA)       | Carissa Moore (USA)       |                         |                         |                        |                        |                  | 10.34            |                  |                  |                      |                      |              |              |              |              |  |  |        |        |        |        |
|  | Sofia Mulanovich (PER)    | Sofia Mulanovich (PER)    | 9.90                    | 9.90                    |                        |                        |                  |                  |                  |                  |                      |                      |              |              |              |              |  |  |        |        |        |        |
|  | Sofia Mulanovich (PER)    | Sofia Mulanovich (PER)    | 9.90                    | 9.90                    | Carissa Moore (USA)    | Carissa Moore (USA)    | 14.26            | 14.26            |                  |                  |                      |                      |              |              |              |              |  |  |        |        |        |        |
|  |                           |                           |                         |                         | Carissa Moore (USA)    | Carissa Moore (USA)    | 14.26            | 14.26            |                  |                  |                      |                      |              |              |              |              |  |  |        |        |        |        |
|  |                           |                           | Silvana Lima (BRA)      | Silvana Lima (BRA)      | 12.50                  | 12.50                  |                  |                  |                  |                  |                      |                      |              |              |              |              |  |  |        |        |        |        |
|  | Silvana Lima (BRA)        | Silvana Lima (BRA)        | Silvana Lima (BRA)      | Silvana Lima (BRA)      | 12.50                  | 12.50                  | 12.17            | 12.17            |                  |                  |                      |                      |              |              |              |              |  |  |        |        |        |        |
|  | Silvana Lima (BRA)        | Silvana Lima (BRA)        |                         |                         |                        |                        |                  | 12.17            |                  |                  |                      |                      |              |              |              |              |  |  |        |        |        |        |
|  | Terasa Bonvalot (POR)     | Terasa Bonvalot (POR)     | 7.50                    | 7.50                    |                        |                        |                  |                  |                  |                  |                      |                      |              |              |              |              |  |  |        |        |        |        |
|  | Terasa Bonvalot (POR)     | Terasa Bonvalot (POR)     | 7.50                    | 7.50                    | Carissa Moore (USA)    | Carissa Moore (USA)    | 8.33             | 8.33             |                  |                  |                      |                      |              |              |              |              |  |  |        |        |        |        |
|  |                           |                           |                         |                         | Carissa Moore (USA)    | Carissa Moore (USA)    | 8.33             | 8.33             |                  |                  |                      |                      |              |              |              |              |  |  |        |        |        |        |
|  |                           |                           | Amuro Tsuzuki (JPN)     | Amuro Tsuzuki (JPN)     | 3.67                   | 3.67                   |                  |                  |                  |                  |                      |                      |              |              |              |              |  |  |        |        |        |        |
|  | Tatiana Weston-Webb (BRA) | Tatiana Weston-Webb (BRA) | Amuro Tsuzuki (JPN)     | Amuro Tsuzuki (JPN)     | 3.67                   | 3.67                   | 9.00             | 9.00             |                  |                  |                      |                      |              |              |              |              |  |  |        |        |        |        |
|  | Tatiana Weston-Webb (BRA) | Tatiana Weston-Webb (BRA) |                         |                         |                        |                        |                  | 9.00             |                  |                  |                      |                      |              |              |              |              |  |  |        |        |        |        |
|  | Amuro Tsuzuki (JPN)       | Amuro Tsuzuki (JPN)       | 10.33                   | 10.33                   |                        |                        |                  |                  |                  |                  |                      |                      |              |              |              |              |  |  |        |        |        |        |
|  | Amuro Tsuzuki (JPN)       | Amuro Tsuzuki (JPN)       | 10.33                   | 10.33                   | Amuro Tsuzuki (JPN)    | Amuro Tsuzuki (JPN)    | 13.27            | 13.27            | Troisième place  | Troisième place  | Troisième place      | Troisième place      |              |              |              |              |  |  |        |        |        |        |
|  |                           |                           |                         |                         | Amuro Tsuzuki (JPN)    | Amuro Tsuzuki (JPN)    | 13.27            | 13.27            | Troisième place  | Troisième place  | Troisième place      | Troisième place      |              |              |              |              |  |  |        |        |        |        |
|  |                           |                           | Sally Fitzgibbons (AUS) | Sally Fitzgibbons (AUS) | 11.67                  | 11.67                  |                  |                  |                  |                  |                      |                      |              |              |              |              |  |  |        |        |        |        |
|  | Sally Fitzgibbons (AUS)   | Sally Fitzgibbons (AUS)   | Sally Fitzgibbons (AUS) | Sally Fitzgibbons (AUS) | 11.67                  | 11.67                  | 10.86            | 10.86            |                  |                  |                      |                      |              |              |              |              |  |  |        |        |        |        |
|  | Sally Fitzgibbons (AUS)   | Sally Fitzgibbons (AUS)   |                         |                         |                        |                        |                  | 10.86            |                  |                  | Caroline Marks (USA) | Caroline Marks (USA) | 4.26         | 4.26         |              |              |  |  |        |        |        |        |
|  | Pauline Ado (FRA)         | Pauline Ado (FRA)         | 9.03                    | 9.03                    |                        |                        |                  |                  |                  |                  | Caroline Marks (USA) | Caroline Marks (USA) | 4.26         | 4.26         |              |              |  |  |        |        |        |        |
|  | Pauline Ado (FRA)         | Pauline Ado (FRA)         | 9.03                    | 9.03                    | Amuro Tsuzuki (JPN)    | Amuro Tsuzuki (JPN)    | 6.80             | 6.80             |                  |                  |                      |                      |              |              |              |              |  |  |        |        |        |        |
|  |                           |                           |                         |                         |                        |                        |                  |                  |                  |                  |                      |                      |              |              |              |              |  |  |        |        |        |        |

## Résultats

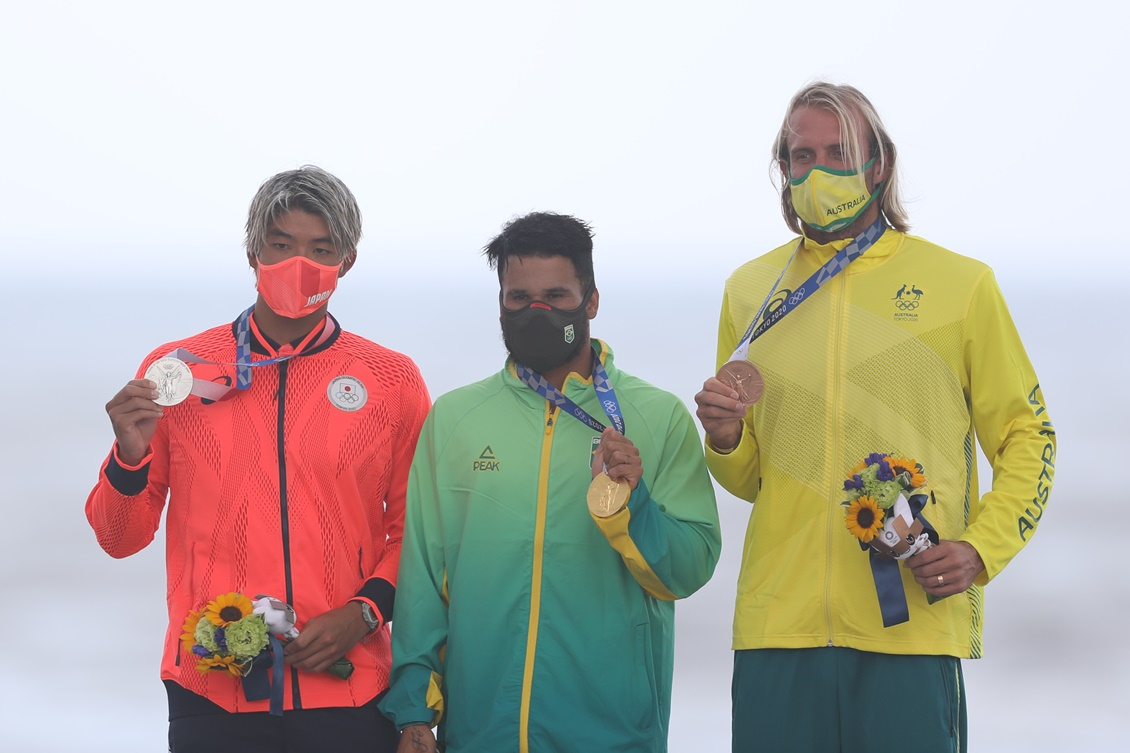
Podium de la compétition masculine.

### Podiums
| Épreuve               | Or                   | Argent                 | Bronze              |
| Compétition masculine | Ítalo Ferreira (BRA) | Kanoa Igarashi (JPN)   | Owen Wright (AUS)   |
| Compétition féminine  | Carissa Moore (USA)  | Bianca Buitendag (RSA) | Amuro Tsuzuki (JPN) |

### Tableau des médailles par pays
- Pays organisateur (Japon)

| Rang  | Nation         | Or | Argent | Bronze | Total |
| ----- | -------------- | -- | ------ | ------ | ----- |
| 1     | Brésil         | 1  | 0      | 0      | 1     |
| 1     | États-Unis     | 1  | 0      | 0      | 1     |
| 3     | Japon          | 0  | 1      | 1      | 2     |
| 4     | Afrique du Sud | 0  | 1      | 0      | 1     |
| 5     | Australie      | 0  | 0      | 1      | 1     |
| Total | Total          | 2  | 2      | 2      | 6     |